# Augustin Grieninger
Augustin Grieninger CRSA (* 1638 in Margreid, Gefürstete Grafschaft Tirol; † 1692 in Steindorf) war ein deutscher Komponist, Dichter und römisch-katholischer Geistlicher.

## Leben und Wirken
Augustin Grieninger studierte Katholische Theologie und Musik an der Universität Olmütz und ging dann in das Kurfürstentum Bayern, wo er 1663 in das Augustinerkloster Rottenbuch eintrat. Im Jahr 1665 wurde er zum Priester geweiht und wirkte anschließend viele Jahre als Geistlicher und erfolgreicher Prediger in Oberammergau, Oberigling und Steindorf.
Grieningers musikalische Werke galten nach dem Zweiten Weltkrieg größtenteils als verloren. Nach dem Ende der kommunistischen Herrschaft in Polen 1989 wurden in der Sammlung Berlinka in der Jagiellonischen Bibliothek in Krakau Kompositionen von ihm gefunden und zur Aufführung gebracht. Dazu gehören u. a. die Sammlungen Suspiria Mariana seu Cantiones sacrae (Augsburg, 1672) und Cantiones sacrae, Una, duabus, tribus vocibus, cum & sine instrumentis (Augsburg, 1681). Nach 1680 begann verfasste er auch geistliche Dichtung in deutscher Sprache. Außerdem schrieb er lateinisch, z. B. die 1688 erschienene Predigtsammlung Refugium parochorum.

## Verwendung seiner Komposition in einem Hörspiel
- 1965: Georg Lohmeier: Die Überführung oder Die feuchte Ballade einer Freundschaft. Ungekürzte Fassung – Regie: Hellmuth Kirchammer (Original-Hörspiel – BR, Abspieldauer: 107'10 Minuten)[2]
  - Eine leicht gekürzte Fassung wurde vom BR am 6. Januar 1966 gesendet.